# Большой Битаман
Большо́й Битама́н (тат. Олы Битаман) — село в Высокогорском районе Республики Татарстан, административный центр Большебитаманского сельского поселения.

## География
Село находится на реке Ашит, в 36 км к северо-западу от районного центра — посёлка Высокая Гора.
В окрестностях села расположены Битаманские озера (5 озёр-стариц).

## История
Из первоисточников известно о существовании села в период Казанского ханства.
В сословном плане, в XVIII веке и до 1860-х годов жители деревни числились государственными крестьянами. Их основные занятия в этот период — земледелие и скотоводство.
В «Списке населенных мест по сведениям 1859 года», изданном в 1866 году, населённый пункт упомянут как казённая деревня Большой Битоман 3-го стана Казанского уезда Казанской губернии. Располагалась при реке Ашите, по правую сторону торгового Галицкого тракта, в 52 верстах от уездного и губернского города Казани и в 15 верстах от становой квартиры в казённой деревне Верхние Верески. В деревне, в 63 дворах жили 521 человек (256 мужчин и 265 женщин), была мечеть.
В начале XX века в селе действовали мечеть, мектеб, 4 мелочные лавки. В этот период земельный надел сельской общины составлял 1488 десятин.
До 1920 года село входило в Студёно-Ключинскую волость Казанского уезда Казанской губернии. С 1920 года в составе Арского кантона ТАССР. С 10 августа 1930 года в Дубъязском, с 1 февраля 1963 года в Зеленодольском, с 12 января 1965 года в Высокогорском районах.
В 1931 году в селе был образован колхоз. С 1994 года ассоциация сельскохозяйственных кооперативов «Алга», с 1999 года сельскохозяйственный производственный кооператив «Агрофирма «Игенче».

## Население
| 1782 | 1859 | 1897 | 1908 | 1920 | 1926 | 1938 | 1949 | 1958 | 1970 | 1989 | 2002 | 2010 | 2017 |
| ---- | ---- | ---- | ---- | ---- | ---- | ---- | ---- | ---- | ---- | ---- | ---- | ---- | ---- |
| 72   | 521  | 965  | 1086 | 1105 | 1304 | 1308 | 1117 | 912  | 879  | 655  | 655  | 607  | 560  |

Национальный состав села — татары.

## Экономика
С 2005 года в селе действует общество с ограниченной ответственностью «Битаман». Жители занимаются полеводством, животноводством.

## Инфраструктура
Средняя школа (с 1921 г. как начальная), дом культуры, библиотека (с 1954 г.), детский сад (с 2013 г.).

## Религия
Мечеть (с 1994 г.).